# Liste der Flughäfen im Kosovo
| Name des Flughafens | IATA-Code | ICAO-Code   | Verwendung                     | Passagiere (2023) | Zugeordnete Stadt/Städte |
| ------------------- | --------- | ----------- | ------------------------------ | ----------------- | ------------------------ |
| Flughafen Pristina  | PRN       | LYPR / BKPR | Verkehrsflughafen              | 3.424.883         | Pristina                 |
| Flughafen Gjakova   | DAK       | LYDH        | Militärflugplatz               |                   | Gjakova                  |
| Flugplatz Batllava  | JBT       | LYPT        | Militärflugplatz, außer Dienst |                   | Dumosh (bei Podujeva)    |